# 露土戦争の歴史
露土戦争とは、16世紀から20世紀にかけてロシアとトルコが衝突した12もの戦争を指す。この両国による衝突はヨーロッパ史の中で最長とされている。1710年から1711年にかけて起きたプルート川の戦いと露土戦争とは分けて扱われるクリミア戦争以外の戦争はオスマン帝国にとってどれも悲惨に終わり、ロシアにとっては18世紀初頭のピョートル1世の近代化政策も相まってロシアが大国として台頭したのを示すことにもなった。

## 歴史

### 対立の始まり（1568年 - 1739年）

#### ピョートル1世以前

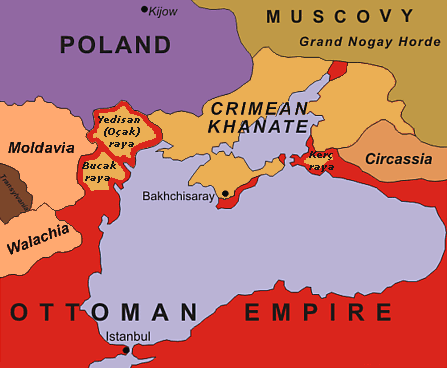
1600年頃のクリミア・ハン国周辺

イヴァン4世のカザンの征服によってカザン・ハン国とアストラハン・ハン国が征服された後の1568年に初めての露土戦争が起こった。セリム2世は1569年にアストラハンを征服し、ヴォルガ川下流域からロシア・ツァーリ国を締め出そうとした試みた。しかしオスマン帝国は草原における戦いで惨敗し、更にはアゾフ海で難破するという大惨事に終わった。この戦争によってロシアのヴォルガ川における影響力は増すこととなった。オスマン帝国の封臣であったクリミア・ハン国はロシアに対して拡張を続けていたものの、1572年のモロディの戦いに敗れた。
次に起こった対立はウクライナの領土を巡って起きた。1654年のロシア・ポーランド戦争でロシアが左岸ウクライナを征服し、1672年のポーランド・オスマン戦争でヘーチマンのペトロー・ドロシェーンコの支援をうけてオスマンは右岸ウクライナを征服した。しかし、オスマンのウクライナ征服に協力的だったドローシェンコの親オスマン政策はウクライナ・コサックの不満を買うこととなり、コサックは1674年に新しくイヴァン・サモイェロヴィチをヘーチマンに選ぶこととなった。1676年にロシア軍が右岸ウクライナにあるチヒルィーンを占領すると、ドローシェンコはそのままロシアへと亡命した。1677年にオスマン帝国はチヒルィーンを奪還しようと試みたものの敗北し、1678年に死闘の末奪還に成功したものの、オスマン帝国の北東方面への進出は停滞した。1679年から1680年にかけてロシアはクリミア・タタール人の攻撃を撃退し、1681年にバフチサライ条約を締結し、ドニエプル川でロシア・オスマン間の国境を区切った。

#### ピョートル1世の時代
ロシアは1686年に神聖同盟に加盟した。この間、ロシア軍は1687年と1689年のクリミア作戦とアゾフ作戦を引き起こした。その後、ロシアはスウェーデンとの戦いのため、1699年に神聖同盟がオスマン帝国とカルロヴィッツ条約で休戦したのを期に、1700年にロシアもオスマンとコンスタンティノープル条約で休戦に入った。この和平の結果、ロシアはアゾフを併合し、アゾフ海へのアクセスを得ることに成功した。

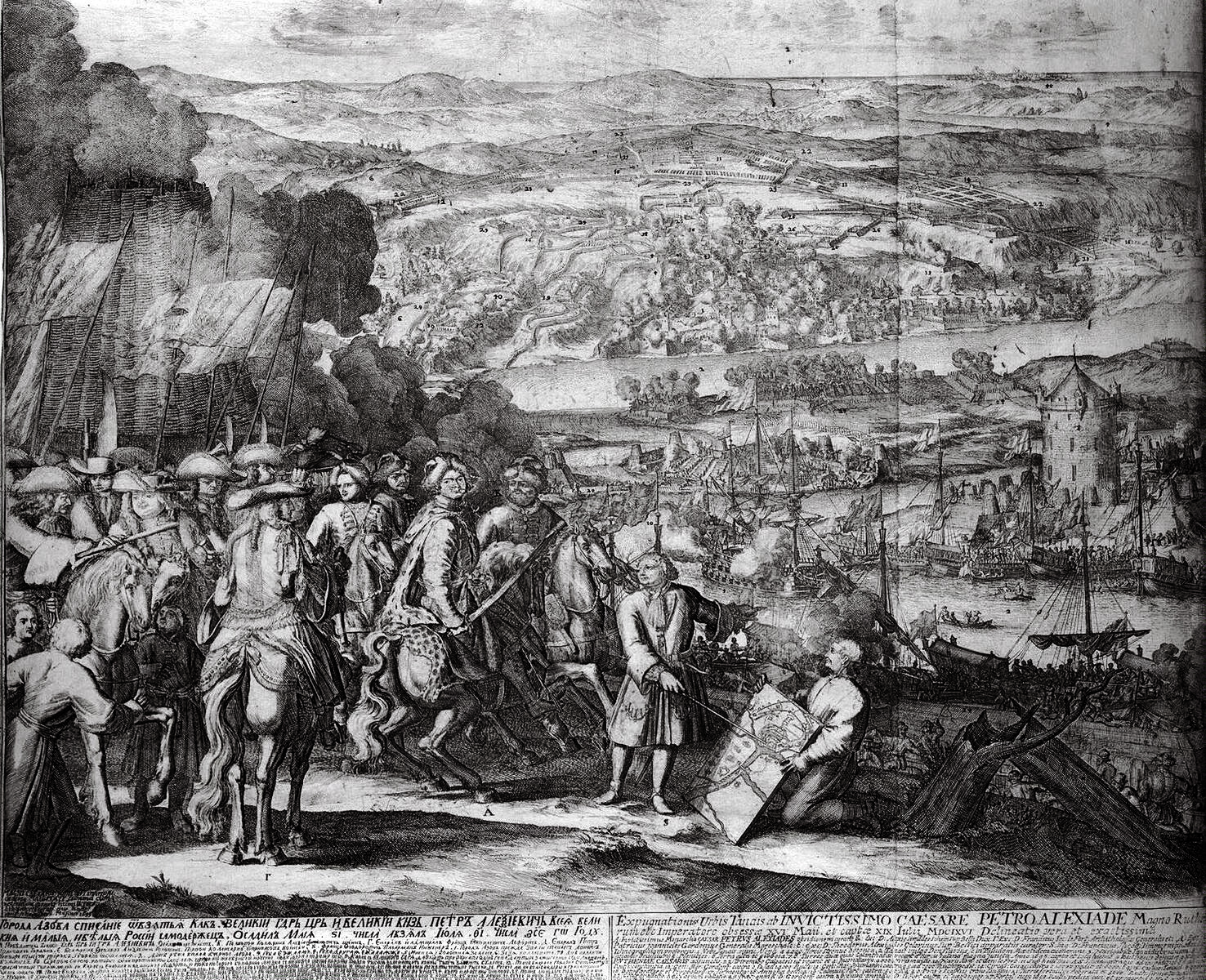
1696年のピョートル1世によるアゾフ占領

大北方戦争開戦後の1709年のポルタヴァの戦いでロシアはスウェーデンとイヴァン・マゼーパ率いるウクライナ・コサックを破った後、1710年11月20日にスウェーデンのカール12世はオスマン帝国のアフメト3世を説得してオスマンをロシアとの戦いに引き込むことに成功した。これによりスウェーデンとオスマンの両方に戦線を抱えることとなったロシアはオスマンとのプルート川の戦いで敗北を余儀なくされ、アゾフをオスマン帝国へ返還するという不利な条件でオスマンと講和を結んだ。
17世紀後半、オスマン帝国のライバルであったイランのサファヴィー朝は16世紀からの一連のオスマン・ペルシア戦争によって衰退していた。オスマン帝国がダゲスタン、アゼルバイジャン、そして北イランを征服し、それに乗じてロシア帝国はロシア・ペルシャ戦争によって現在のアルメニア、東アナトリア地方の一部そしてイラン西部を征服した。この征服によって得た土地は1724年のコンスタンティノープル条約で確定された。しかし、これによってコーカサスにおいてロシア・オスマンの国境が広がり、更なる軋轢を生むこととなる。

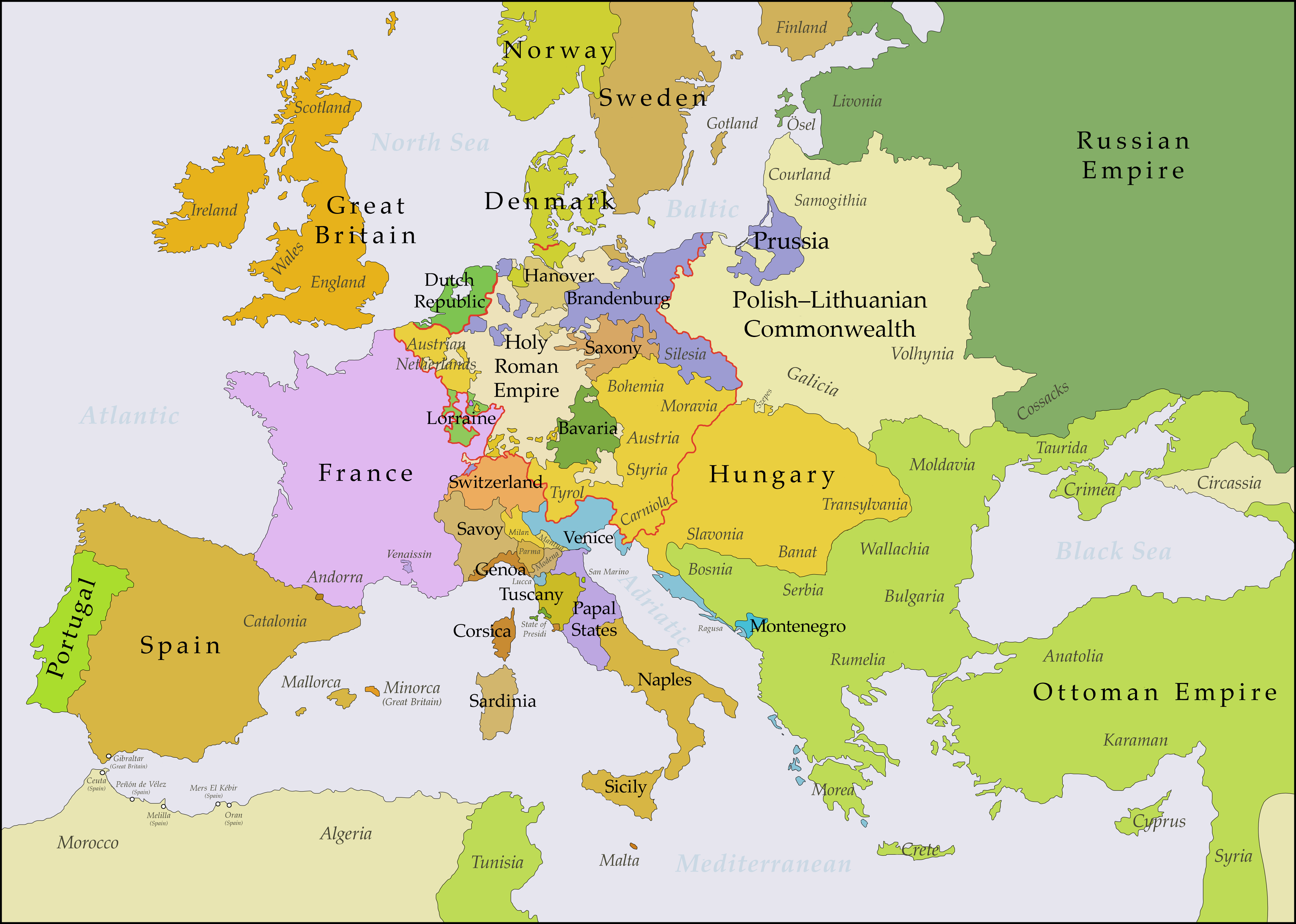
1768年に起きた露土戦争後のヨーロッパ地図

1736年、ロシアはクリミア・タタール人によるウクライナ攻撃とクリミア・ハンのコーカサス侵略により露土戦争が開戦した。1736年5月、ロシアはクリミア半島への侵攻を開始し、クリミア・ハンの首都バフチサライを襲撃した。同年6月19日、ロシアはピーター・レイシ将軍の下、アゾフの確保に成功した。1737年7月、ロシアのブルクハルト・クリストフ・フォン・ミュンニヒ将軍の軍勢がオスマンのオチャキフを襲撃し、レイシの軍勢はクリミアに進軍しカラスバザルを占領した。しかし、ここでレイシの軍勢は物資不足のためにクリミアからの撤退を余儀なくされた。
1737年、ハプスブルク帝国が露土戦争にロシア側で参戦したが、敗北を重ねた。8月に3か国はネムィーリウで和平交渉を試みるものの、失敗に終わった。1738年は目立った戦闘がなかったが、ロシアはペストの流行により、オチャキフから撤退した。1739年、ミュンニヒの軍勢はドニエプル川を越え、スタヴチャヌィの戦いでオスマンを破り、ホーティンとヤシを占領した。一方、オーストリアは依然として敗北を重ね、8月21日に単独で講和を結んだ。ロシアもロシア・スウェーデン戦争の準備のため、9月18日にニシュ条約でオスマンと休戦した。

### オスマン帝国の相次ぐ敗北（1768年 - 1878年）

#### エカチェリーナ2世の時代
1768年9月25日、バルタでの国境紛争によりムスタファ3世がロシアに宣戦布告し、露土戦争が開戦した。オスマン帝国はポーランドの反ロシア勢力のバール連盟と同盟を結び、ロシアはイギリスの支援を受けて、ロシア海軍に顧問を派遣した。

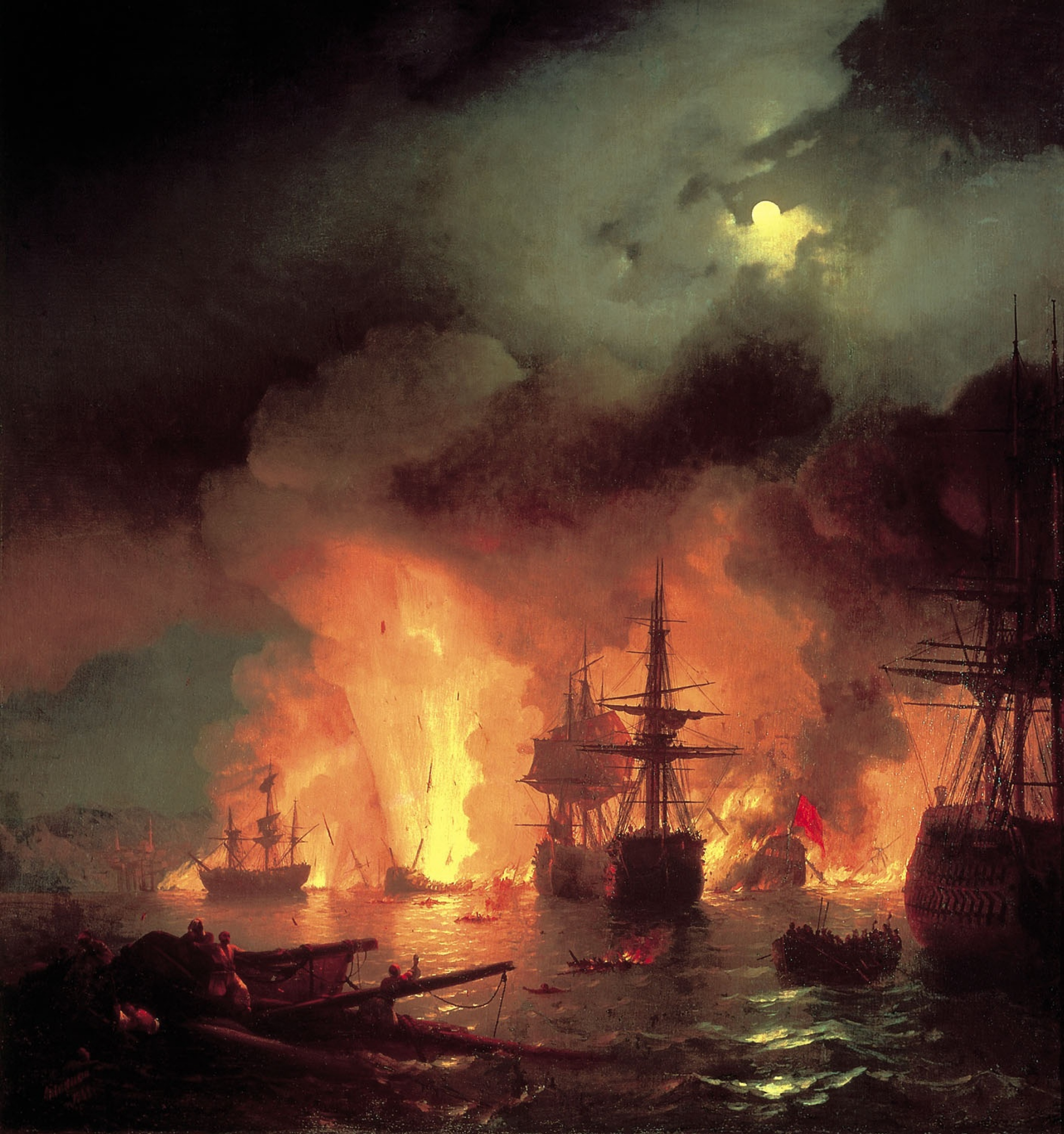
チェスマの海戦で壊滅するオスマン帝国海軍

陸上ではポーランドの反ロシア勢力がアレクサンドル・スヴォーロフ将軍によって打ち砕かれ、スヴォーロフはオスマン帝国との戦線へ向かった。1773年と1774年にピョートル・ルミャーンツェフ将軍はラルガの戦いとカグルの戦いで勝利を収めた。
海上ではアレクセイ・オルロフ将軍の下、バルチック艦隊は地中海で勝利を重ね、1771年にエジプトとシリアがオスマンに対して反乱を起こし、チェスマの海戦でオスマン帝国海軍は壊滅することとなった。
1774年7月21日、オスマン帝国はキュチュク・カイナルジ条約を結ぶことになり、クリミア・ハン国は独立することになったが、実際にはロシアに依存することとなる。ロシアは450万ルーブルの賠償金と黒海に面する港を手に入れた。また、この条約によりロシアはオスマン帝国内の正教会を保護できるようになり、これは外国勢力がオスマン帝国へ内政干渉を行えるようになった初めての事例であった。
1783年、ロシア帝国はクリミア・ハン国を併合した。同年、ロシアはカルトリ・カヘティ王国とのゲオルギエフスク条約により東グルジアに保護領を設立した。1787年、エカチェリーナ2世は同盟国である神聖ローマ皇帝のヨーゼフ2世を招待し、クリミアを訪問した。この出来事と、ハン国の独立を決めたはずのキュチュク・カイナルジ条約に反した併合によりコンスタンティノープルの世論をかき乱し、イギリスの大使は戦争派の支持を集めさせた。
1787年、オスマン帝国はロシアに対してクリミアを明け渡すよう要求したが、ロシアはこれを拒否してオスマンと戦争状態に入った。しかし、オスマン帝国は戦争への準備が不十分だったため要求したのは時期尚早であり、またロシアはオーストリアと同盟を結んでいたために、同時に墺土戦争が開戦した。オスマン軍はオーストリア軍をメハディアで撃退し、バナトを制圧した。しかし、モルダヴィア方面でピョートル・ルミャーンツェフ将軍率いるロシア軍がヤシとホーティンを占領した。一方、オスマン軍は将軍たちの無能さが露呈し、さらには反乱まで起きてベンデルとビルホロド＝ドニストロフスキーの奪還に失敗。ついにはオーストリア軍はベオグラードを占領した。アレクサンドル・スヴォーロフ将軍率いるロシア軍はリュムニクの戦いでオスマン軍を破り、イズマイール包囲戦でイズマイールを占領した。その後、アナパの占領をもってオスマン帝国への侵攻は止まった。海上では新設されたばかりのフョードル・ウシャコフ提督率いる黒海艦隊がオスマン艦隊に対し連勝し、黒海における主導権を握った。
セリム3世は何とか勝利して国の威厳を保とうと試みたものの、そもそも戦争のための兵力がすでに残っていなかった。1790年1月31日、オスマン帝国はプロイセン王国と援助協定を結んだものの、戦争中は何の援助も得られなかった。1792年1月9日、ヤッシーの講和が締結され、クリミアとオチャキフをロシアのものとして認め、ドニエストル川を国境としてアジアの国境は変えないことになった。

#### 19世紀の衝突

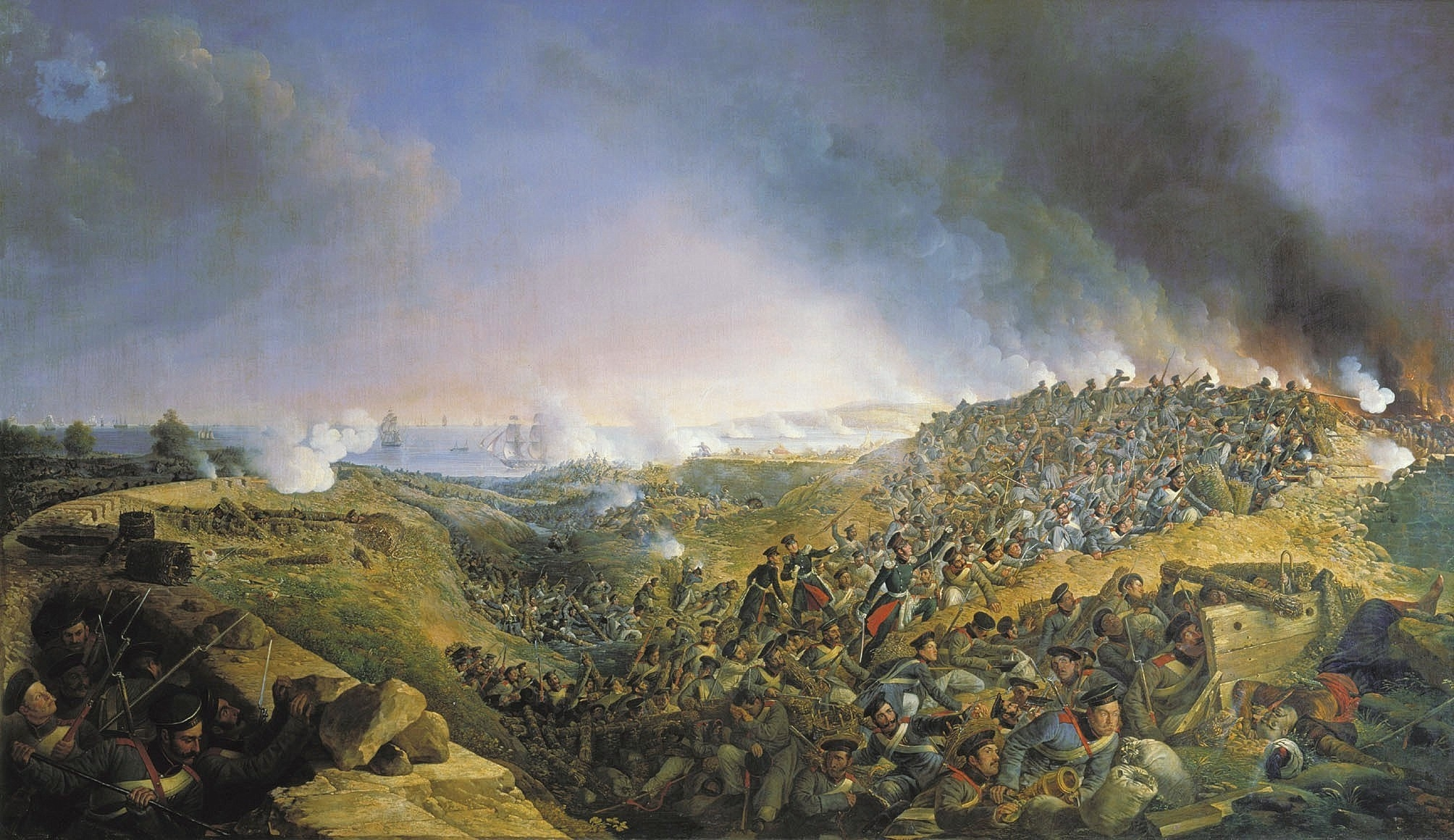
ロシアによるオスマン下のブルガリアにおけるヴァルナ包囲戦

ハンガリーの歴史家ガーボル・アーゴストンはオスマン帝国の衰退が起こった原因は反動的なイェニチェリであると考えている。
過去に結ばれた条約や近代化の努力にもかかわらず、イェニチェリとその同盟はセリム3世の西洋式の軍事・官僚・財政改革を頓挫させ、「異教徒のスルタン」を殺害することに成功した。マフムト2世がイェニチェリを廃止したのが1826年で根本的な改革が始まったのは1830年代になってからでした。
1806年、フランス第一帝政によって引き起こされたナポレオン戦争に乗じてオスマンは露土戦争を引き起こした。後に6年間にも及ぶこととなるこの戦争はロシア・ペルシャ戦争、第二次ロシア・スウェーデン戦争そして第四次対仏大同盟戦争と並行して行われた。にもかかわらず、ミハイル・クトゥーゾフ率いるロシア軍はドナウ川でオスマン軍を打倒し、ベッサラビアを獲得した。
オスマン帝国の軍事力は18世紀後半まで均衡を維持していたものの、1820年代にはギリシャ独立戦争が起きた。ロシアを始めとしたヨーロッパの主要国はギリシャの独立を支援し、ナヴァリノの海戦と露土戦争の後、オスマン帝国はギリシャの独立とコーカサスの黒海に面する部分のロシアへの移行を承認した。ギリシャ王国はオスマンから独立した最初の国となった。こうして拡大しつつあったロシアであったが、それは黒海における海軍支配を確立していて、またインド亜大陸における支配を進めていたイギリスにとって脅威となっていった。

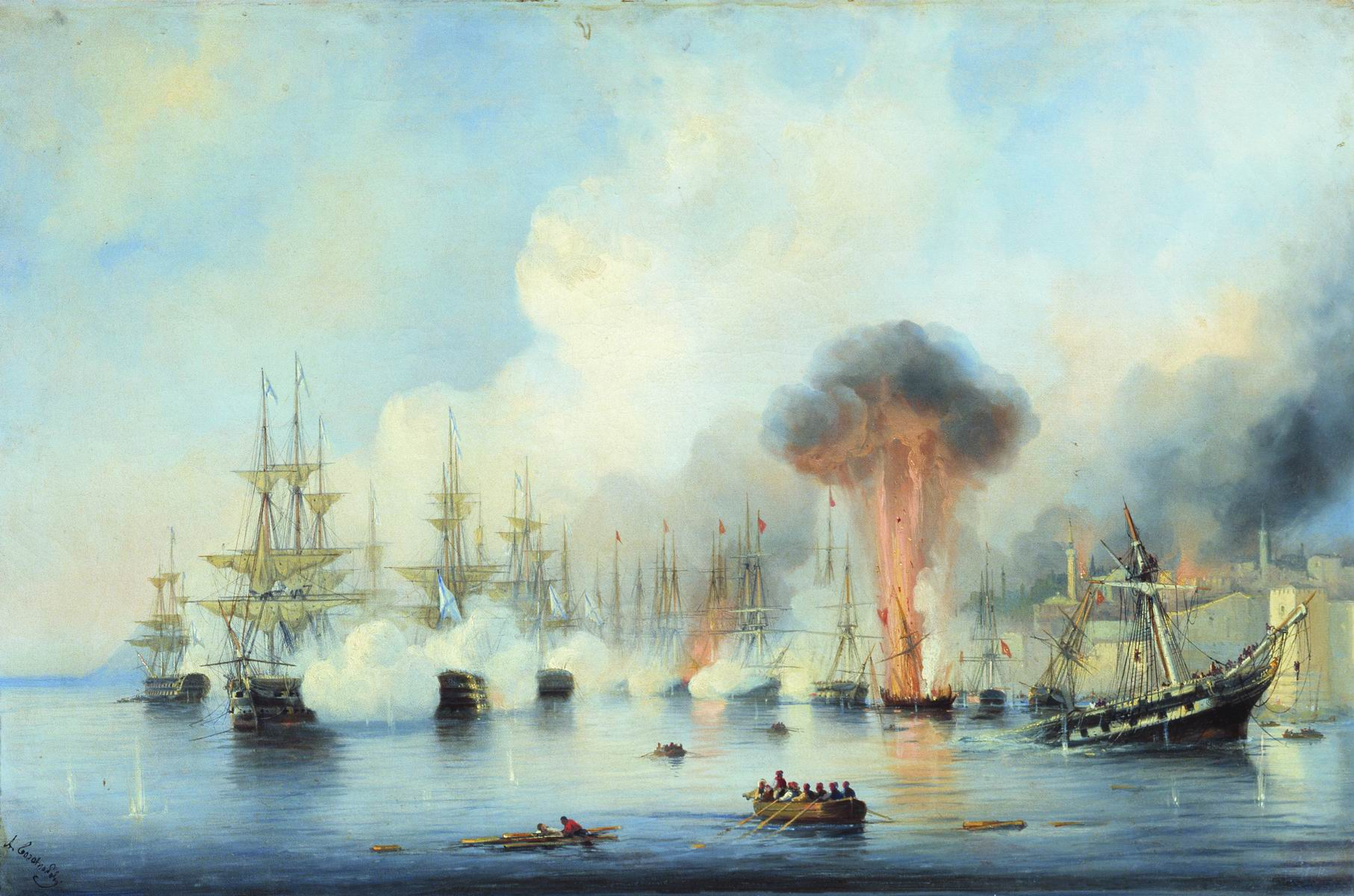
シノープの海戦で壊滅するオスマン帝国海軍

1853年にロシアがシノープの海戦でオスマン艦隊を壊滅させたとき、イギリスとフランスは、オスマン側への武力介入がロシアの拡大を止める方法であると結論付けていた。オスマンとロシアは元から対立関係にあったが、イギリスとロシアはクリミア戦争を機に対立関係になった。戦争は1856年に結ばれたパリ条約によって終わりを迎えた。
戦争はオスマン帝国に士気の低下と無力感をもたらし、特にオスマン軍は軍隊に必要であった最新の技術と武器が欠けていた。特にイギリス、フランスそしてサルデーニャと戦っている時にオスマンは自らがどれだけ遅れをとっているかを知ることとなった。クリミア戦争後、事態は大きく変わることとなる。
その大きく変わることとなる要因に、商人がオスマン帝国に商機を見出し、貿易によって入ってくるお金が飛躍的に増えたことがある、また汚職の少ない税制により政府も資金を多く得ることができた。他にもスルターンによるベグの統制が上手く行っており、ベグからの貢物を増やすことにも成功した。しかし、当時のスルターン・アブデュルアズィズはこの金の多くを自らが訪れたことのあるイギリスやフランスで見た大宮殿に匹敵するような大宮殿の建設とその調度品に使い込んだ。このような改革により、アナトリアでは新たにオスマン・ナショナリズムが誕生しつつあった。人々はオスマン帝国を衰退から脱却させられると考えたのだ。

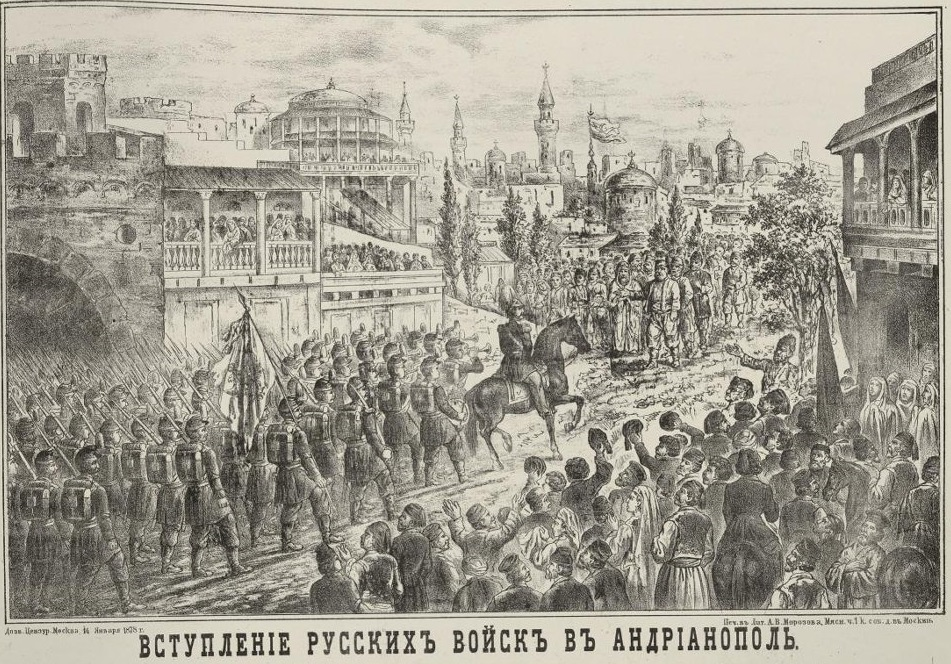
アドリアノープルに入城するロシア軍

ロシアは通貨と政府の崩壊が進んでおり、さらにはクリミア戦争によってオスマンの首都コンスタンティノープルとボスポラス海峡の支配を断念することになった。しかし、ロシアはロシア人と同じスラヴ人であり、そしてロシアと同じ正教会を信仰しているセルビア人やクロアチア人などがいるバルカン半島へ勢力を拡大しようとしていた。ロシアにスラヴ派の運動が入り、蜂起が起こりやすくなった。オスマンが経済の崩壊を防ごうとしている中、1875年にヘルツェゴヴィナ蜂起が勃発した。蜂起は瞬く間にボスニアとブルガリアへと広がり、セルビアとオスマン間の戦闘も起きていた。この反乱は近代化を迎えたオスマン軍にとって初めての戦いであった。西欧の水準にまだ達していたかったとは言え、オスマン軍は効果的にそして残忍に戦った。そして、1876年にバタクの虐殺を引き起こした。この虐殺においては多くの資料で少なくとも5000人が殺されたとしている。最終的に一連の蜂起による犠牲者は15000人と見られていて、ユージーン・スカイラーはデイリー・ニューズで3地区の36村が消滅したとしている。ドナルド・クアタートは約1000人のムスリムがキリスト教徒のブルガリア人によって殺され、その報復として3700人のキリスト教徒がムスリムに殺されたとしている。

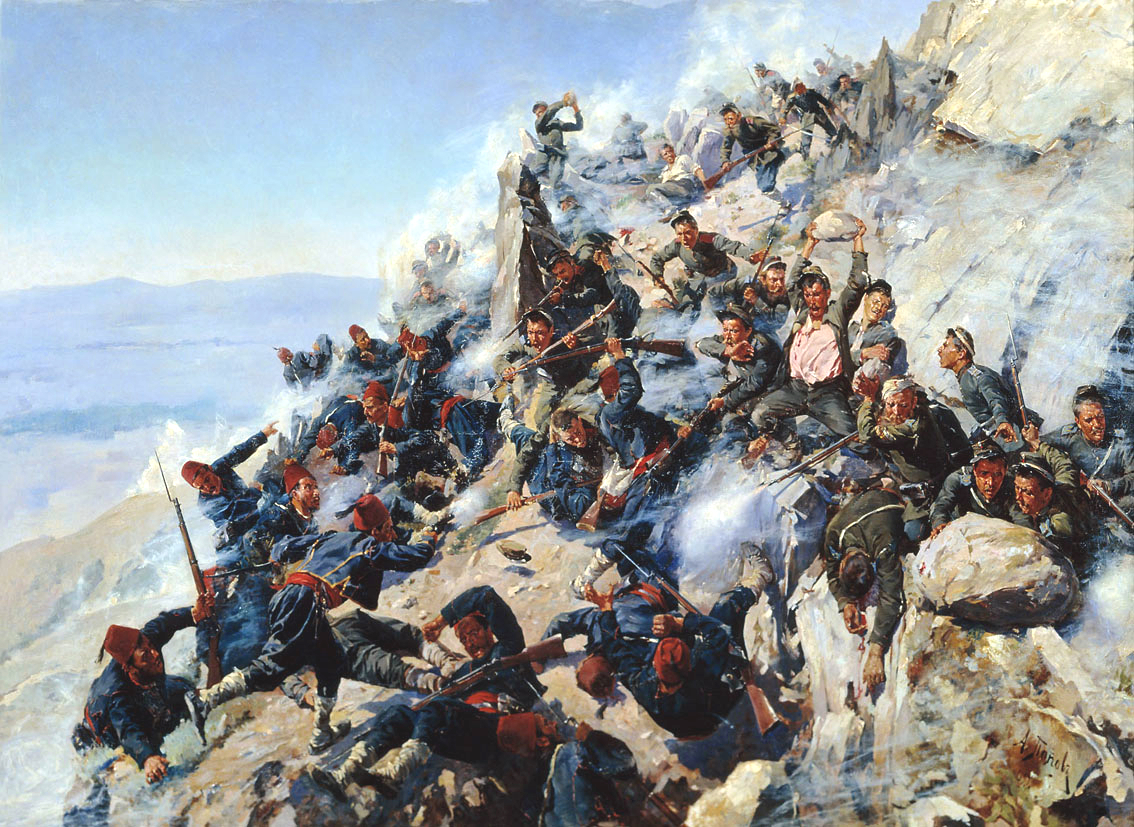
ブルガリアの独立を決定づけることとなったシプカ峠の戦い

バルカン半島におけるスラヴ人の反乱は徐々に低調になり始めた。一方、ヨーロッパではオスマンの兵士が何千人ものスラヴ人を殺害したとの記事が新聞に掲載され、イギリスでもウィリアム・グラッドストンが『ブルガリアにおける恐怖と東欧の問題』という題でオスマンの残虐な行動を発表した。後に新たに露土戦争が巻き起こった。近代化されたオスマン軍はロシア軍に対して果敢に戦ったが、それでもなお敵わなかった。実際、ヨーロッパはロシアが黒海と外海を繋ぐ海峡があるコンスタンティノープルに近づかない限り、ロシアを支持しようとしていた。戦争が終わりに近づいた頃、ロシア軍はドナウ川を越えてシプカ峠を攻撃した。その後、プレヴェン包囲戦を経てプレヴェンを占領し、コンスタンティノープルまで迫ろうとしていた。コーカサス地方では、オスマン軍はロシア軍を一時的に止めることに成功したが、後にエルズルムへ撤退し、ロシア軍はカルスを占領した。黒海では、クリミア戦争後でまだ傷の癒えてないロシア艦隊に対してオスマン艦隊は優位に戦えるように思われていたが、この露土戦争において黒海における戦いは対して影響を及ぼさなかった。

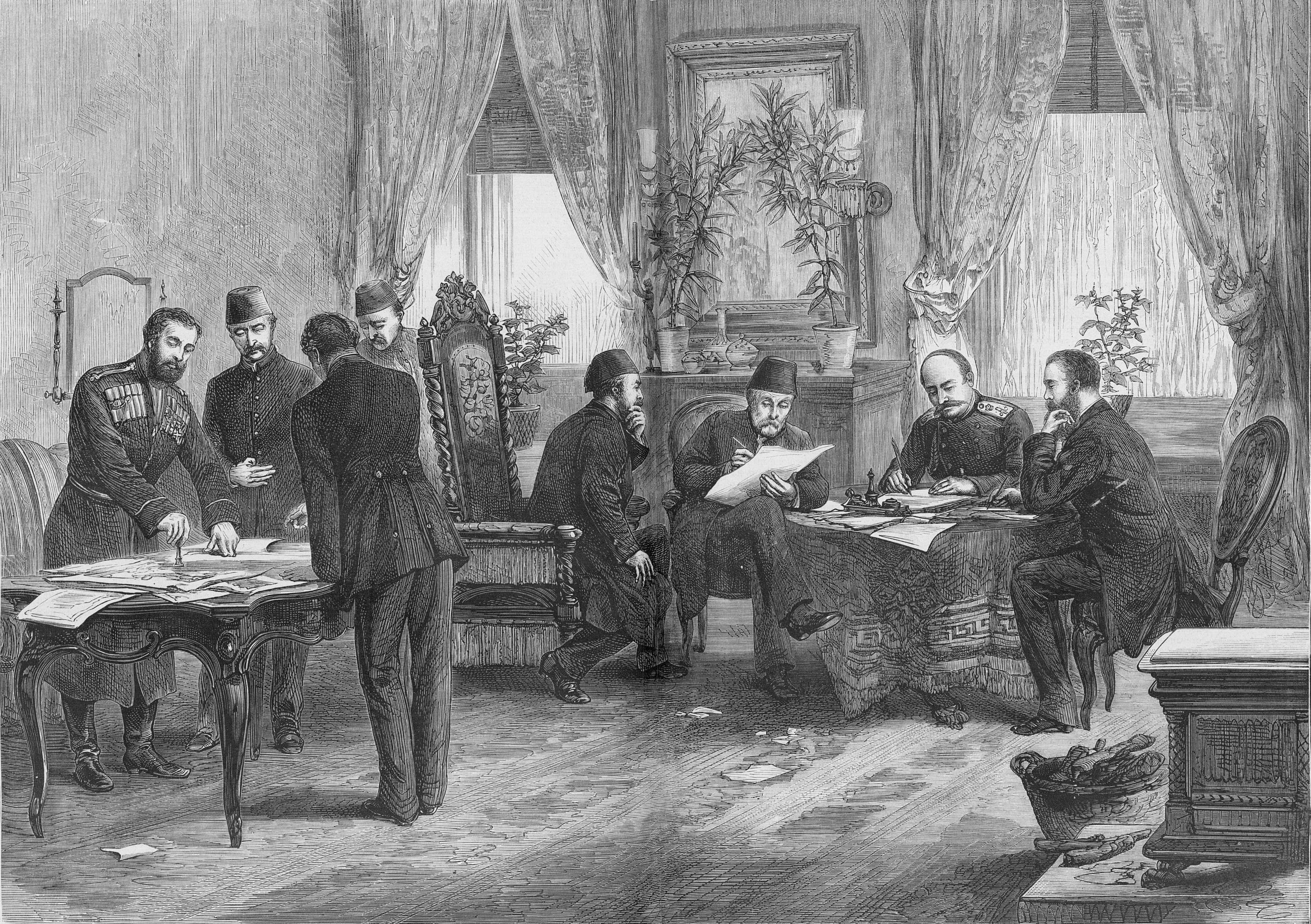
サン・ステファノ条約調印式

ロシアが海峡を支配しようとしていることに対してイギリスはオスマンの意向を無視して戦争に介入した。イギリス海軍の大艦隊がマルマラ海へと入り、トプカプ宮殿とロシア軍から見える位置に停泊した。イギリスはオスマンを救ったのかもしれないが、少なくともクリミア戦争より続いていた両国の関係は破綻を迎えた。イギリスが参戦すると思ったロシアはサン・ステファノ条約を結び、これによりオスマンからルーマニア公国とモンテネグロ公国が独立、セルビア公国、ブルガリア公国は自治を拡大し、ロシアは領土を増やし、オーストリア帝国はボスニアを支配した。その後、アブデュルハミト2世はロシアが一方的に結ばせた条約を国際社会が反対し、これを修正する会議が開かれることを望んだ。これは叶うこととなり、1878年にドイツ帝国を筆頭にベルリン会議が開かれ、ベルリン条約が締結された。この条約でルーマニア、モンテネグロ、セルビアが正式に独立し、ブルガリアは領土を一部分割され、オスマンのロシアに対する賠償も取り消された。しかし、この条約においてキプロス島がイギリスに与えることになったため、イギリス・オスマン間の関係を再び悪化させた。アブデュルハミト2世はベルリン会議を主宰したオットー・フォン・ビスマルクに対して賛辞を送り、第一次世界大戦終戦までドイツ・オスマン間の友好関係は続くこととなる。

### ロシア帝国とオスマン帝国の終焉（1914年 - 1923年）

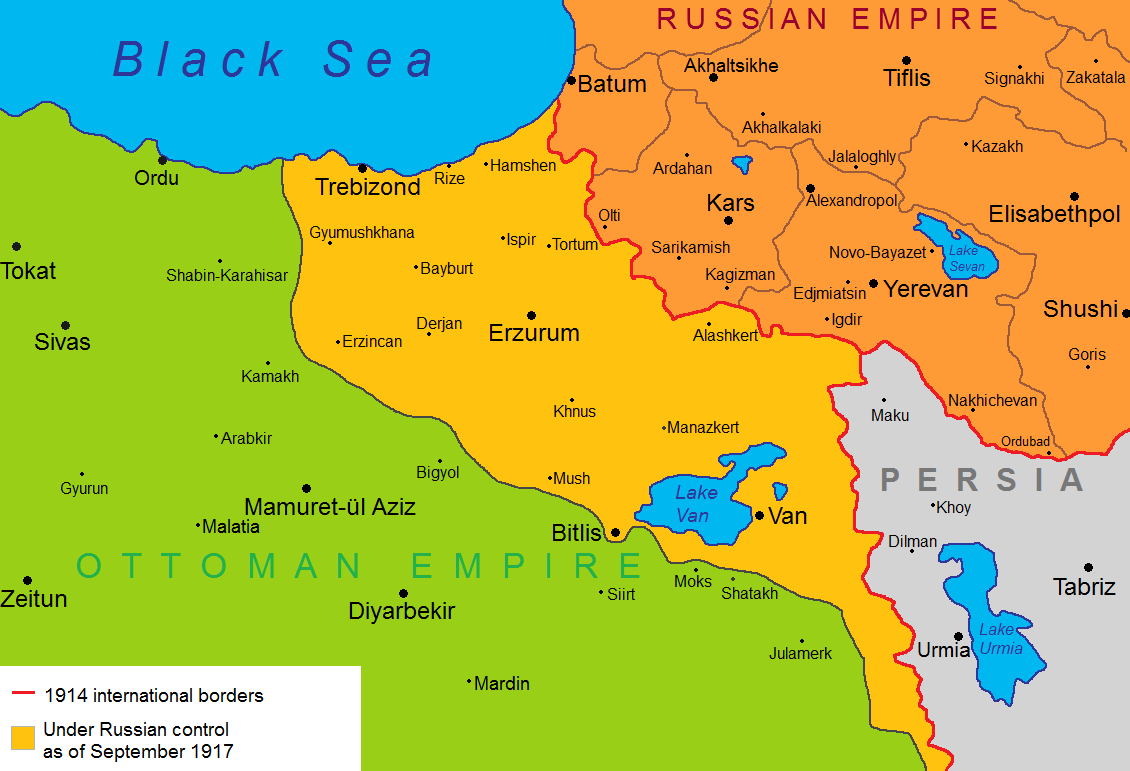
1916年夏のオスマン北西部とロシアが占領した西アルメニア

第一次世界大戦初期、オスマンにとってカルス州を確保することはとても重要な軍事目標であった。オスマンを第一次世界大戦に引き込んだエンヴェル・パシャは自分の地位を守るためにも何とかしてロシア軍に勝たなければならなかった。パシャは軍を東へ集結させ、サリカミシュの戦いでニコライ・ユデーニチ率いるロシア軍と衝突し、パシャ率いるオスマン軍は大敗した。この敗北の背景に、現地の冬の気候とロシアがカルスで軍を準備させていたことから、計画不足によるものだった。東部における大敗によって軍を消耗したオスマンは小規模な戦闘を繰り返しながら撤退していき、ロシア軍はエルズィンジャンまで到達した。その後もオスマンは1916年のエルズルムの戦いで敗北し、ロシアは西アルメニア全域を占領した。この後、戦線はロシア革命が起こるまで安定した。
革命が起きたことによってロシア軍は崩壊し、アルメニアにはオスマンに抵抗するアルメニア人部隊が散らばっている状態となった。第一次世界大戦末期の1918年にオスマン軍は中近東の残った軍を再編成し、東の戦線を構築しようとした。しかし、ヨーロッパにおける戦線の敗北によりオスマンは降伏し、軍を撤退させてセーヴル条約を結んだ。また、セーヴル条約によって独立したアルメニア第一共和国は後にアゼルバイジャン民主共和国とグルジア民主共和国と同様にソビエト・ロシアによって征服された。ロシア・オスマン間の国境は1921年のモスクワ条約によって確定された。

## 衝突の一覧
|    | 名称                                                              | 年              | 結果 |
| -- | ----------------------------------------------------------------- | --------------- | --- |
| 1  | 第一次露土戦争                                                    | 1568年 - 1570年 | ロシアの軍事的勝利 |
| 2  | 第二次露土戦争                                                    | 1676年 - 1681年 | 論争あり - バフチサライ条約 |
| 3  | 第三次露土戦争 （大トルコ戦争の一部）                             | 1686年 - 1700年 | 神聖同盟の勝利 - カルロヴィッツ条約 - コンスタンティノープル条約 - ロシアがアゾフを支配する |
| 4  | 第四次露土戦争 （大北方戦争の一部）                               | 1710年 - 1711年 | オスマンの勝利 - プルト条約 - アドリアノープル条約 - ロシアがオスマンにアゾフを返還 - ロシアがポーランド・リトアニア共和国に対する干渉をやめる |
| 5  | 第五次露土戦争 （オーストリア・ロシア・トルコ戦争として知られる） | 1735年 - 1739年 | - ベオグラード条約 - オーストリア帝国はセルビア王国、ティミショアラのバナト南部、ボスニア北部をオスマンへ割譲し、1718年のパッサロヴィッツ条約で得たクラヨーヴァのバナトをオスマンの従属国であるワラキア公国へ割譲した。そしてサヴァ川とドナウ川を国境とした。 - ニシュ条約 - ロシアはオスマンが持つモルダヴィアとベッサラビアへの領有権を放棄し、オスマンはロシアのアゾフにおける非武装港の建設を認めた |
| 6  | 第六次露土戦争                                                    | 1768年 - 1774年 | ロシアの勝利 - キュチュク・カイナルジ条約 - オスマンがケルチ、イエニカレ、カバルダとエディサンの一部をロシアへと割譲し、クリミア・ハン国を従属国とした。 |
| 7  | 第七次露土戦争                                                    | 1787年 - 1792年 | ロシアの勝利 - ヤッシーの講和 - オスマンはクリミア・ハン国の併合を認めた |
| 8  | 第八次露土戦争                                                    | 1806年 - 1812年 | ロシアの勝利 - ブカレスト条約 - ロシアがベッサラビアを併合する |
| 9  | 第九次露土戦争                                                    | 1828年 - 1829年 | ロシアの勝利 - アドリアノープル条約 - ロシアがドナウ諸公国を占領 - オスマンからギリシャ王国が独立 |
| 10 | クリミア戦争                                                      | 1853年 - 1856年 | オスマン、イギリス、サルデーニャ、フランスが勝利 - パリ条約 - 黒海の相互非武装化 - ロシアはモルダヴィアを割譲 - オスマンがドナウ諸公国の宗主国であることを事実上認める |
| 11 | 第十次露土戦争                                                    | 1877年 - 1878年 | ロシアとその同盟の勝利 - ルーマニア公国、セルビア公国、モンテネグロ公国が正式に独立 - ブルガリア公国が事実上独立 - カルス州とバトゥム州がロシアに割譲される |
| 12 | 第一次世界大戦: - コーカサス戦役 - ペルシャ戦役                   | 1914年 - 1918年 | ドイツ帝国、オーストリア・ハンガリー帝国、オスマンの勝利（ロシアに対して） - ブレスト＝リトフスク条約 - カルス条約 - ロシアは第十次露土戦争の際に手に入れた領土をオスマンへ返還 |

## 関連書籍
- Ágoston, Gábor "Military transformation in the Ottoman Empire and Russia, 1500–1800." Kritika: Explorations in Russian and Eurasian History 12.2 (2011): 281-319 online.
- Allen, William and Paul Muratoff. Caucasian Battlefields: A History Of The Wars On The Turco-Caucasian Border 1828-1921 (2011) ISBN 0-89839-296-9,
- Dowling, Timothy C. (2014). Russia at War: From the Mongol Conquest to Afghanistan, Chechnya, and Beyond [2 volumes]. ABC-CLIO. ISBN 978-1-59884-948-6
- Dupuy, R. Ernest and Trevor N. Dupuy. The Encyclopedia of Military History from 3500 B.C. to the Present (1986 and other editions), passim and 1461–1464.
- Hughes, Lindsey (2000). Russia in the Age of Peter the Great. New Haven, CT: Yale University Press. pp. 640. ISBN 978-0-300-08266-1
- Jelavich, Barbara. St. Petersburg and Moscow: Tsarist and Soviet Foreign Policy, 1814–1974 (1974)
- Kagan, Frederick, and Robin Higham, eds. The Military History of Tsarist Russia (2008)
- Topal, Ali E. "The effects of German Military Commission and Balkan wars on the reorganization and modernization of the Ottoman Army" (Naval Postgraduate School 2013) online

Template:Russian Conflicts